# 聖亞博那教堂

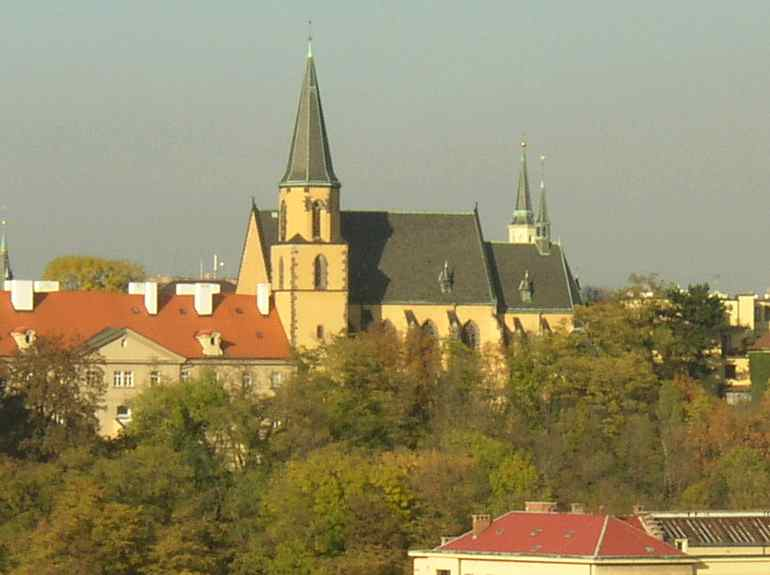
聖亞博那教堂

聖亞博那教堂（Church of St. Apollinaire）是捷克首都布拉格的一座教堂，位於布拉格新城。教堂由查理四世設立，大約開始修建於1360年至1390年期間。自1958年開始，教堂作為文化遺產得到保護。